# Yaşar Kemal
Yaşar Kemal, właśc. Kemal Sadık Gökçeli (ur. 6 października 1923 we wsi Gökçedam, w prowincji Osmaniye, zm. 28 lutego 2015 w Stambule) — turecki prozaik, poeta i obrońca praw człowieka kurdyjskiego pochodzenia. Uważany za jednego z najważniejszych współczesnych pisarzy tureckich. Przez całe swoje życie otrzymał 38 nagród i był nominowany do Literackiej Nagrody Nobla za swoją powieść İnce Memed.

## Życiorys
Był zwolennikiem utworzenia niepodległego Kurdystanu. W swojej twórczości poruszał tematy związane z trudną sytuacją Kurdów. W 1995 roku został zatrzymany przez władze tureckie na podstawie prawa antyterrorystycznego za artykuł jaki napisał dla Der Spiegel. Poruszał w nim temat armii tureckiej, która niszczyła kurdyjskie wioski. Został wypuszczony, jednak potem otrzymał wyrok 20 miesięcy więzienia za artykuł krytykujący rasizm wobec mniejszościom w Turcji, w szczególności Kurdów.
W 1962 wstąpił do socjalistycznej Partii Pracujących Turcji (TİP) i „był jednym z jej liderów do czasu rezygnacji po sowieckiej inwazji na Czechosłowację w 1968”.  W 1967 wraz z Doganem Özgüdenem i Fethi Nacim założył marksistowski magazyn „Ant”, który ukazywał się do 1971. 

## Twórczość[10][11][12]

### Opowiadania
- Sarı Sıcak (1952)
- Bütün Hikâyeler, (1975)
- Kalemler (2016)

### Powieści
- İnce Memed (1955)
- Teneke (1955)
- Orta Direk (1960)
- Yer Demir Gök Bakır (1963)
- Ölmez Otu (1968)
- Ince Memed II (1969)
- Akçasazın Ağaları/Demirciler Çarşısı Cinayeti (1974)
- Akçasazın Ağaları/Yusufcuk Yusuf (1975)
- Yılanı Öldürseler (1976)
- Al Gözüm Seyreyle Salih (1976)
- Allahın Askerleri (1978)
- Kuşlar da Gitti (1978)
- Deniz Küstü (1978)
- Hüyükteki Nar Ağacı (1982)
- Yağmurcuk Kuşu/Kimsecik I (1980)
- Kale Kapısı/Kimsecik II (1985)
- Kanın Sesi/Kimsecik III (1991)
- Fırat Suyu Kan Akıyor Baksana (1997)
- Karıncanın Su İçtiği (2002)
- Tanyeri Horozları (2002)

### Eposy
- Üç Anadolu Efsanesi (1967)
- Ağrıdağı Efsanesi (1970)
- Binboğalar Efsanesi (1971); wydanie polskie: Legenda Tysiąca Byków (1983)[13]
- Çakırcalı Efe (1972)

### Reportaże
- Yanan Ormanlarda 50 Gün (1955)
- Çukurova Yana Yana (1955)
- Peribacaları (1957)
- Bu Diyar Baştan Başa (1971)
- Bir Bulut Kaynıyor (1974)

### Książki dla dzieci
- Filler Sultanı ile Kırmızı Sakallı Topal Karınca (1977)